# Причт
Причт — в Русской православной церкви название группы лиц, служащей при каком-либо одном храме (приходе): как священнослужителей (священник и дьякон), так и церковнослужителей (псаломщик, чтец (клирик), певчий церковного хора и др.). В позднейшем словоупотреблении иногда означало только последнюю категорию лиц (см. Причетник).
Причт при каждом храме образовывался по положенному для него штату, который составлялся духовной консисторией и епископом по просьбам членов прихода и при наличии достаточных средств для содержания всех членов причта. На учреждение нового причта, а также на изменения в его составе каждый раз испрашивалось архиереем разрешение Святейшего синода. Содержание сельскому причту доставляли главным образом доходы за «требоисправления» у мирян (разделяемые между членами причта по утверждённым Синодом правилам), земельная церковная собственность, иногда — готовое помещение в церковных домах, реже — жалование.
Первоначальное право мирян избирать членов причта, как общее, отменено, но за мирянами оставалось право заявления епархиальному епископу своего желания иметь известное лицо членом причта своего храма.